# 唉呦我的天
《唉呦我的天》（英語：Goodness Gracious Me）是BBC英語喜劇小品節目，最初於1996年至1998年在BBC Radio 4播出，後來於1998年至2001年在BBC Two進行電視轉播。該四位演員是亞裔英國人，由桑吉夫・巴斯卡爾、科文達・吉爾、梅拉·沙爾和妮娜·瓦迪亞主演。該節目探討了亞裔英國人文化，以及傳統南亞文化與現代英國生活的衝突與融合。一些小品顛倒了角色，從南亞的角度看待英國人，而另一些則取笑南亞的刻板印象。在電視劇中，大部分白人角色由戴夫·蘭姆和菲奧娜·艾倫扮演；在廣播系列中，大部分演員是由自己扮演的。亞曼達·霍登和艾瑪·甘迺迪也扮演了一些白人角色。
該劇的標題和主題曲是對同名喜劇歌曲的巴恩格拉重新排編，最初由彼得·塞勒斯（飾演印度醫生艾哈邁德·卡比爾，Ahmed el Kabir）和索菲亞·羅蘭主演，重演1960年電影《百萬富翁》中的角色。塞勒斯用一種刻板的“鱈魚印度”口音演唱這首歌，在當時作為一種喜劇手段是可以接受的，但到了1990年代，人們認為這首歌過時了，而且輕視了它。因此，該劇最初的工作名稱是“彼得·塞勒斯已死”（Peter Sellers is Dead）；隨著演員們對塞勒斯的其他作品的讚賞，以及儘管塞勒斯的《印度醫生》是一部戲仿作品，但這位演員仍然把他描繪成一名稱職的專業人士，這一點發生了改變。（在她1996年的小說《安妮塔和我》中，梅拉·沙爾將英國對南亞語言的模仿稱為“一種唉呦我的天的口音”。）
演員們以許多居住在英國的亞裔英國人的方式，隨意地將旁遮普語和印地語俚語放入他們的對話中。
該節目於1999年獲得英國廣播新聞協會獎和英國皇家電視協會的團隊獎。
2014年3月，BBC宣布該節目將以特別劇集回歸，作為慶祝BBC Two50週年的一部分。2015年8月25日，BBC Two 播出了印度特別節目。

## 外部連結
- 在BBC Programmes了解《唉呦我的天》（英文）

- 在BBC Online了解Goodness Gracious Me  Comedy Guide
- 英国喜剧向导网站上的《Goodness Gracious Me》（英文）
- 互联网电影数据库（IMDb）上《Goodness Gracious Me》的资料（英文）
- epguides.com上《唉呦我的天》的資料
- 《Goodness Gracious Me》 ，BFI的Screenonline
- In Conversation with Meera Syal, BAFTA webcast, March 2008